# Pseudomussaenda monteiroi
Pseudomussaenda monteiroi là một loài thực vật có hoa trong họ Thiến thảo. Loài này được (Wernham) Wernham miêu tả khoa học đầu tiên năm 1916.